# Spiriti nelle tenebre
Spiriti nelle tenebre (The Ghost and the Darkness) è un film statunitense del 1996 diretto da Stephen Hopkins.
È tratto dal libro del colonnello John Henry Patterson (tradotto in italiano e pubblicato con il titolo "Spiriti nelle tenebre" da Luni Editrice, Milano 2020), basato a sua volta sull'episodio realmente accaduto dei mangiatori di uomini dello Tsavo: nel 1898, durante i lavori per la costruzione di un ponte sul fiume Tsavo per la Uganda Railway, due leoni maschi attaccarono ripetutamente gli operai.

## Trama
Nel 1898, il colonnello John Henry Patterson, ufficiale e ingegnere, viene incaricato dalle autorità coloniali britanniche, capeggiate dal finanziatore Robert Beaumont, di costruire un ponte sul fiume Tsavo, in Kenya, e di finirlo entro cinque mesi. Patterson viaggia dall'Inghilterra a Tsavo, promettendo a sua moglie, Helena, che completerà il ponte e tornerà a Londra per la nascita del loro bambino, che avverrà sei mesi dopo. Il colonnello, al suo arrivo, incontra il reverendo britannico Angus Starling, il caposquadra keniota Samuel e il dottor David Hawthorne. Quest'ultimo informa Patterson di un recente attacco di leoni in cantiere.
Deciso a risolvere subito la faccenda, Patterson si apposta su un albero quella stessa notte e, usando un'esca viva per attirarlo, riesce a ucciderlo con un singolo colpo di fucile. La mattina seguente Patterson viene acclamato come un eroe da tutti gli indigeni e Samuel gli dona un ciondolo fatto con gli artigli del leone ucciso, come simbolo di coraggio e protezione.
I lavori di costruzione del ponte proseguono ora più facilmente, ma Mahina, capo cantiere e amico indiano rimasto vicino a Patterson, percepisce qualcosa di insolito, osservando l'erba alta della savana che si muove. Qualche sera dopo, Mahina viene trascinato fuori dalla sua tenda da un leone che lo ucciderà fra i cespugli poco distante. Il cadavere viene ritrovato l'indomani, e il dottore, studiandone i resti, spiega che il leone ha strappato la pelle a Mahina per poterne bere il sangue, per poi divorarlo incominciando dai piedi, un metodo per nulla normale nei leoni.
Il terrore ritorna a dilagare tra gli operai: Mahina era conosciuto per avere ucciso un leone da solo e a mani nude; il fatto che sia stato sbranato con tanta facilità dalla belva getta ulteriore sconforto negli operai. Patterson tenta un'altra caccia notturna, cercando di catturare il leone che ha ucciso Mahina, ma al mattino viene informato da Starling che il cadavere di un secondo lavoratore è stato trovato nel lato nord del campo, particolare insolito, dal momento che il secondo attacco è avvenuto ad un solo giorno di distanza dal primo, ed è quindi impossibile che il leone abbia già fame.
Samuel consiglia di tagliare cespugli secchi e spinati da mettere intorno alle tende per difendersi, e accendere fuochi di notte per tenere lontano il leone il quale, trascorsa una settimana, ritorna ad attaccare, stavolta in pieno giorno, uccidendo e sbranando un uomo. Mentre Patterson, Starling e Samuel mettono all'angolo il grande felino che sta banchettando con il corpo, un altro leone si avventa su di loro balzando dal tetto di un edificio, azzannando la gola a Starling e ferendo Patterson al braccio sinistro. Quest'ultimo tenta di sparare alle due belve, ma entrambi i leoni scappano. Samuel si convince che non siano animali comuni: le leggende li vedono come spiriti maligni della notte o anime di stregoni morti tornati in forma di animale per portare paura e morte.
Gli operai spaventati, guidati da un uomo di nome Abdullah, iniziano a rivoltarsi contro Patterson e, di conseguenza, la costruzione del ponte si interrompe. Patterson richiede soldati dall'Inghilterra come protezione, ma gli viene negato. Durante una breve visita al sito, Beaumont minaccia Patterson che, se il suo incarico non dovesse essere concluso in tempo, offuscherà la sua reputazione. Quando gli attacchi dei due leoni aumentano, arrivando a una quarantina di vittime, Patterson prepara una trappola con un vagone ferroviario per intrappolarli e ucciderli, ma la belva riesce a scappare. 
Patterson viene affiancato da un esperto cacciatore statunitense, grande amico di Samuel: Charles Remington e la sua squadra di cacciatori Masai. Il tentativo iniziale di Remington di intrappolare un leone in un boschetto fallisce quando il fucile preso in prestito da Patterson fa cilecca. I Masai decidono di andarsene, scoraggiati dalla bestia, ma Remington decide di rimanere. Fa costruire una nuova tenda ospedaliera per i lavoratori malati e feriti e tenta di attirare i leoni in un edificio abbandonato con parti di animali e sangue. I mangiatori di uomini apparentemente cadono nella trappola, ma quando Remington e Patterson cercano di colpirli con le loro armi, i due si spostano nel nuovo ospedale, massacrando molti pazienti, compreso il dottor Hawthorne.
Abdullah e gli operai se ne vanno, lasciando Patterson, Remington e Samuel da soli. Solo una decina di uomini decide di restare nell'avamposto. Seguendone le tracce, Patterson e Remington scoprono una caverna usata come tana dalle belve, in cui sono accatastati decine di scheletri umani, forse un centinaio, portando uno sconvolto Remington a realizzare che i leoni si stanno comportando così non per mangiare, ma per il solo gusto di farlo. La notte dopo, Patterson propone di utilizzare una nuova trappola, un machan di origine indiana, in una radura per attirare uno dei predatori nella sua posizione usando un babbuino come esca. Il piano va storto dopo che Patterson cade dalla tribuna, ma Remington riesce a uccidere il felino prima che possa avventarsi su Patterson. Lui, Patterson e Samuel trascorrono il resto della notte a bere e festeggiare, ma la mattina dopo Patterson si sveglia e scopre che il leone rimasto ha ucciso Remington mentre lui e Samuel dormivano.
I due uomini cremano i resti di Remington e bruciano l'erba alta che circonda il campo, guidando il leone sopravvissuto verso la trappola che gli hanno teso. Patterson, accecato dalla rabbia, riesce infine, dopo un estenuante inseguimento, con l'aiuto di Samuel, ad abbattere l'ultimo leone, convincendo così gli operai a ritornare per concludere la costruzione del ponte. Patterson si riunisce con sua moglie e incontra suo figlio per la prima volta, che lo alza verso il cielo proprio come gli aveva suggerito una volta Remington.

## Realizzazione del film
- Per motivi fiscali, il film fu girato principalmente in Sudafrica, nella riserva di Songimwelo. Per le scene in cui appaiono i leoni furono impiegati soprattutto due maschi dello zoo di Bowmanville (Ontario), "Caesar" e "Bongo". Altri quattro leoni provenivano da zoo in Francia e negli Stati Uniti.
- Molti attori che interpretano gli operai sono di origine sudafricana. Fanno eccezione il gruppo di cacciatori al seguito di Remington, interpretati da veri Masai.
- Una particolare attenzione è stata posta nello scegliere le armi dell'epoca. Il fucile usato dal colonnello Patterson è un Lee-Speed Sporter in calibro .303 British, praticamente una versione sportiva del famoso Lee-Enfield. Il fucile prestato dal dott. Hawthorne che fa ”cilecca”, è un Farquharson a “blocco cadente” in calibro .400 Nitro Express. Il pistolone usato dal cacciatore Remington, è una pistola Howdah usata in India per la caccia alla tigre[1].

## Riconoscimenti
- 1997 - Premio Oscar
  - Miglior montaggio sonoro
- 1997 - Razzie Awards
  - Candidatura come peggior attore protagonista a Val Kilmer

## Licenze del film
La sceneggiatura del film si discosta in diversi punti dal racconto originale di Patterson. In particolare, viene introdotto il personaggio immaginario di Remington (Michael Douglas), a cui si attribuisce anche l'uccisione del primo leone (mentre nella realtà fu Patterson a ucciderli entrambi).
Inoltre, nel film non viene mantenuto il fatto, insolito, che i mangiatori di uomini dello Tsavo erano maschi privi di criniera. Ma soprattutto il film segue l'idea paranormale che i mangiatori di uomini non fossero leoni ma spiriti maligni che avevano preso forma animale.

## Curiosità
- Nel 1924 il colonnello John Patterson vendette le pelli dei due leoni mangiatori di uomini dello Tsavo al museo di storia naturale Field di Chicago, utilizzate per ricostituire le due bestie imbalsamate, tuttora visitabili.
- Nel romanzo di Valerio Massimo Manfredi, Chimaira (2001), il film viene citato.
- Il film è citato anche nel romanzo Testimone inconsapevole di Gianrico Carofiglio.